# Genista
Genista /dʒɛˈnɪstə/ là một chi thực vật trong họ Đậu.

## Các loài
- Genista abchasica Sachokia
- Genista acanthoclada DC.
- Genista aetnensis (Biv.) DC.—Mount Etna broom
- Genista albida Willd.
- Genista anatolica Boiss.
- Genista anglica L.—petty whin, needle furze
- Genista angustifolia Schischkin
- Genista arbusensis Vals.
- Genista aristata C. Presl
- Genista armeniaca Spach
- Genista aspalathoides Lam.
- Genista aucheri Boiss.
- Genista ausetana (O. Bolòs & Vigo) Talavera
- Genista balearica Porta & Rigo
- Genista banatica (Simonk.) Holub
- Genista berberidea Lange
- Genista burdurensis P.E. Gibbs
- Genista cadasonensis Vals.
- Genista canariensis L.
- Genista capitellata Coss.
- Genista carinalis Griseb.
- Genista carpetana Lange
- Genista cephalantha Spach
- Genista cinerascens Lange
- Genista cinerea (Vill.) DC.
- Genista clavata Poir.
- Genista compacta Schischkin
- Genista corsica (Loisel.) DC.
- Genista cupanii Guss.
- Genista depressa M. Bieb.
- Genista desoleana Vals.
- Genista dorycnifolia Font Quer
- Genista ephedroides DC.
- Genista falcata Brot.
- Genista fasselata Decne.
- Genista ferox Poir.
- Genista flagellaris Sommier & Levier
- Genista florida L.
- Genista fukarekiana Micevski & E. Mey.
- Genista gasparrinii (Guss.) C. Presl
- Genista germanica L.
- Genista haenseleri Boiss.
- Genista halacsyi Heldr.
- Genista hassertiana (Bald.) Buchegger
- Genista hillebrandtii H. Christ
- Genista hirsuta M. Vahl
- Genista hispanica L.
- Genista holopetala (Koch) Bald.
- Genista humifusa L.
- Genista hystrix Lange
- Genista ifniensis Caball.
- Genista involucrata Spach
- Genista januensis Viv.
  - subsp. januensis Viv.
  - subsp. lydia (Boiss.) Kit Tan & Ziel.
- Genista juzepczukii Tzvelev
- Genista kolakowskyi Sachokia
- Genista libanotica Boiss.
- Genista linifolia L.—flax broom
- Genista lobelii DC.
- Genista lucida Cambess.
- Genista maderensis (Webb & Berthel.) Lowe
- Genista majorica Canto & M.J. Sanchez
- Genista melia Boiss.
- Genista michelii Spach
- Genista micrantha Ortega
- Genista microcephala Coss. & Durieu
- Genista microphylla DC.
- Genista millii Boiss.
- Genista mingrelica Albov
- Genista monspessulana (L.) L.A.S. Johnson—French broom, cape broom, Montpellier broom
- Genista morisii Colla
- Genista mugronensis Vierh.
- Genista nevadensis (Esteve & Vara) Rivas Mart., Asensi, Molero Mesa & F. Valle
- Genista nissana Petrovic
- Genista numidica Spach
- Genista obtusiramea Spach
- Genista osmariensis Coss.
- Genista oxycedrina Pomel
- Genista paivae Lowe
- Genista parnassica Halacsy
- Genista pilosa L.
- Genista polyanthos Willk.
- Genista pseudopilosa Coss.
- Genista pulchella Vis.
- Genista quadriflora Munby
- Genista radiata (L.) Scop.
- Genista ramosissima (Desf.) Poir.
- Genista sagittalis L.
- Genista sakellariadis Boiss. & Orph.
- Genista salzmannii DC.
- Genista sanabrensis Valdes Brem. & al.
- Genista sandrasica Hartvig & Strid
- Genista sardoa Vals.
- Genista scorpius (L.) DC.—aulaga
- Genista scythica Pacz.
- Genista segonnei (Maire) P.E. Gibbs
- Genista sericea Wulfen
- Genista sessilifolia DC.
- Genista sibirica L.[6]
- Genista spachiana Webb[7]
- Genista spartioides Spach
- Genista spinulosa Pomel
- Genista splendens Webb & Berthel.[8]
- Genista stenopetala Webb & Berthel.—sweet broom, Easter broom
- Genista suanica Schischkin
- Genista subcapitata Pancic
- Genista sulcitana Vals.
- Genista sylvestris Scop.
  - var. pungens (Vis.) Rehder
  - var. sylvestris Scop.
- Genista taurica Dubovik
- Genista tejedensis (Porto & Rigo) C. Vicioso
- Genista tenera (Murray) Kuntze
- Genista teretifolia Willk.
- Genista tetragona Besser
- Genista thyrrena Vals.
- Genista tinctoria L.—dyer's broom, woodwaxen
  - var. ovata (Waldst. & Kit.) F. W. Schultz
  - var. tinctoria L.
- Genista toluensis Vals.
- Genista tournefortii Spach
- Genista transcaucasica Schischkin
- Genista triacanthos Brot.
- Genista tricuspidata Desf.
- Genista tridens (Cav.) DC.
- Genista tridentata L.
- Genista ulicina Spach
- Genista umbellata (L'Hér.) Poir.
- Genista valentina (Spreng.) Steud.
- Genista verae Juz.
- Genista versicolor Boiss.

## Các loài chưa được công nhận
- Genista abyssinica Briq.
- Genista acquinoctialis Briq.
- Genista acutiflora Pau
- Genista acutifolia Spach
- Genista aegyptiaca Spreng.
- Genista aequinoctialis Briq.
- Genista affghanica Briq.
- Genista africana Briq.
- Genista albanica F.K.Mey.
- Genista alpicola Schur
- Genista alpina (Mill.) Spach
- Genista amana Rech.f.
- Genista amarella Lepech.
- Genista americana Spach
- Genista anabaptizata Briq.
- Genista andreana Puiss.
- Genista apetala Spach
- Genista aphylla DC.
- Genista aprutia C.Presl
- Genista arabica (Decne.) Briq.
- Genista arborea Spreng.
- Genista arborea Rouy
- Genista arborescens Mill. ex Spach
- Genista arcuata W.D.J.Koch
- Genista argentea (L.) Noulet
- Genista armata Poir.
- Genista artwinensis Schischk.
- Genista ascendens Briq.
- Genista austriaca (L.) Scheele
- Genista bakeri Briq.
- Genista bakeria Briq.
- Genista balansae (Boiss.) Rouy
- Genista ballii Briq.
- Genista barbara Munby
- Genista benehoavensis (Bolle) del Arco
- Genista bisflorens (Host) Rouy
- Genista bivonae C.Presl
- Genista bocchierii Bacch., Brullo & Feoli Chiapella
- Genista bourgaei Spach ex Nyman
- Genista bracteolata Link
- Genista britannica Rchb.
- Genista brugnieri Spach
- Genista brutia Brullo, Scelsi & Spamp.
- Genista caballeroi Pau ex Caball.
- Genista caespitosa K.Koch
- Genista calcicola Schur
- Genista calycina Briq.
- Genista capensis Spach
- Genista cappadocica Spach
- Genista cassia Boiss.
- Genista catalaunica (Webb) Rouy
- Genista cazorlana Debeaux & E.Rev.
- Genista charegia Coss. ex Batt.
- Genista cilentina Vals.
- Genista cineria DC.
- Genista cirtensis Pomel
- Genista collina Briq.
- Genista commixta Spach
- Genista compressa Sol. ex A.Cunn.
- Genista congesta (Willd.) Poir.
- Genista connata Briq.
- Genista contaminata Poir.
- Genista cordifolia Porta
- Genista coriacea Kit.
- Genista cosoniaca Bernardin ex Gand.
- Genista cossoniana Batt.
- Genista cotinifolia Burm.f.
- Genista crassifolia Briq.
- Genista crebrispina Pomel
- Genista cretica (L.) Spach
- Genista crotalarioides Briq.
- Genista csikii Kümmerle & Jáv.
- Genista cupani Guss.
- Genista cuspidata (Cav.) Spach
- Genista cuspidosa DC.
- Genista cytisoides Spach
- Genista dasycarpa Ball
- Genista daurica G.Nicholson
- Genista defoliata Lam.
- Genista delarbrei Lecoq & Lamotte
- Genista demarcoi Brullo, Scelsi & Siracusa
- Genista densa Poir.
- Genista discolor Webb ex Lowe
- Genista disperma Spach
- Genista divaricata Link
- Genista dorycnioides Briq.
- Genista dumetorum G.Nicholson
- Genista duriaei Spach
- Genista echinata Sennen
- Genista eckloniana Briq.
- Genista elias-sennenii Uribe-Ech. & Urrutia
- Genista elliptica (Willd. ex Spreng.) Steud.
- Genista elliptica Kit.
- Genista elongata Scheele
- Genista elongata (Waldst. & Kit.) E.H.L.Krause
- Genista emirnensis Briq.
- Genista ephedrifolia Pourr. ex Willk. & Lange
- Genista ericetorum Hoffmanns. ex Spreng.
- Genista erinacea Gilib.
- Genista erinaceoides (Loisel.) Vierh.
- Genista eriocarpa Kunze
- Genista europaea E.H.L.Krause
- Genista exaltata Link ex DC.
- Genista filifolia Licht. ex Walp.
- Genista filiformis Briq.
- Genista flaccida Briq.
- Genista foliolosa Link
- Genista formosa Carrière
- Genista fragrans Spach
- Genista friedrichsthaliana C.Presl
- Genista fritschii Rech.
- Genista frutescens Schloss. & Vuk.
- Genista gaditana Rouy
- Genista galioides Spach
- Genista gasparini C. Presl
- Genista genuensis Pers.
- Genista glabra Spach
- Genista gracilis Poir.
- Genista gracilis Spach
- Genista grandiflora (DC.) Spach
- Genista grossii Font Quer
- Genista gymnoptera Duby ex Nyman
- Genista halleri Reyn. ex DC.
- Genista harveyi Briq.
- Genista herbacea Lam.
- Genista hillebrandii Christ
- Genista hirta Rouy
- Genista hybrida E.H.L. Krause
- Genista hypericifolia Herb. ex Colla
- Genista incana Briq.
- Genista incerta Friv. ex Griseb.
- Genista incubacea Schur
- Genista inermis Gilib.
- Genista inermis Pančić
- Genista infesta G.Don
- Genista inops Boiss. & Balansa
- Genista insularis Bacch., Brullo & Feoli Chiapella
- Genista interrupta (Cav.) Steud.
- Genista italica Lodd. ex G.Don
- Genista jacquiniana Scheele
- Genista jaubertii Spach
- Genista jimenezii Pau ex Munuera
- Genista jordani Shuttlew. ex Rouy & Fouc.
- Genista jordanii Shuttlew.
- Genista juasi Buch.-Ham. ex D.Don
- Genista juncea Scop.
- Genista kabylica Coss. ex Batt.
- Genista kochii Rouy
- Genista kotschyi Briq.
- Genista laburnum (L.) E.H.L.Krause
- Genista lampropphylla Spach
- Genista lanigera Spach
- Genista laricifolia Burm.f.
- Genista leptophylla Spach
- Genista lipskii (Novopokr. & Schischk.) Novopokr. & Schischk.
- Genista longirostrata Sennen
- Genista lunaris Briq.
- Genista macrobotrys (Maire & Sennen) Sennen
- Genista madoniensis Raimondo
- Genista maroccana Briq.
- Genista martinii Verguin & Soulie
- Genista mauritiana Pau & Sennen
- Genista microsoma Briq.
- Genista millani Caball.
- Genista milli Heldr. ex Boiss.
- Genista minima Bubani
- Genista minor Lam.
- Genista minor Guillon ex Verl.
- Genista moesiaca Velen.
- Genista mogadorensis Pau
- Genista moleroi Talavera & P.E.Gibbs
- Genista mollis (Cav.) DC.
- Genista montbretii Spach
- Genista multibracteata Tausch
- Genista multicaulis Lam.
- Genista myrtifolia Burm.f.
- Genista nervata Hoppe ex Griseb.
- Genista nigricans (L.) Scheele ex Briq.
- Genista nigricans (L.) E.H.L.Krause
- Genista nitens (Willd.) Steud.
- Genista nitida Formánek
- Genista nodosa Tausch
- Genista notarisii Rouy
- Genista nubigena Link
- Genista nuda (Willd.) Steud.
- Genista obsoleta (Eckl. & Zeyh.) Briq.
- Genista odorata Moench
- Genista odoratissima Spach
- Genista odoratissima Pourr.
- Genista oliverii Spach
- Genista orientalis Spach
- Genista ornithopodioides (Jaub. & Spach) Briq.
- Genista ottomanica Formánek
- Genista ovina Bacch., Brullo & Feoli Chiapella
- Genista palmatiformis Maire & Sennen, in Sennen
- Genista palmiformis (Sennen & Mauricio ex Maire) Maire & Sennen
- Genista parviflora Brot.
- Genista parvifolia G.Don
- Genista pauciflorum Briq.
- Genista pedunculata L'Hér.
- Genista peloponnesiaca Spach
- Genista pendulina Lam.
- Genista persica Poir.
- Genista pestalozzae Boiss.
- Genista petitiana (A.Rich.) Briq.
- Genista philippi Lindl.
- Genista phrygia Bornm.
- Genista pichisermolliana Vals.
- Genista pilocarpa Link
- Genista pinastrifolia Spach
- Genista polygalaefolia DC.
- Genista polygalaephylla Brot.
- Genista polyphylla (Eckl. & Zeyh.) Briq.
- Genista polysperma Briq.
- Genista polytricha Spach
- Genista pomeli Mares & Vigineix
- Genista pomeliana Maire
- Genista pomelii Marès & Vigin.
- Genista postranensis Formánek
- Genista pratensis Pollini
- Genista pseudoumbellata Caball.
- Genista pteroclada (Boiss.) Spach
- Genista pulverulenta Fisch. & C.A.Mey.
- Genista pungens Poir.
- Genista purpurea (Scop.) E.H.L.Krause
- Genista ramentacea (Sieber) Briq.
- Genista ratisbonensis (Schaeff.) E.H.L.Krause
- Genista raymundi Maire & Sennen, in Sennen & Mauricio
- Genista retama G.Nicholson
- Genista rhodophon Webb ex Delile
- Genista rhodorhizoides Webb & Berthel.
- Genista richteri Rouy
- Genista rigens C.Presl
- Genista rosea (Jaub. & Spach) Briq.
- Genista rostrata Poir.
- Genista salditana Pomel
- Genista salesii Sennen
- Genista salicifolia Dippel
- Genista sauzeana (Burnham & Briq.) Rouy
- Genista schimperiana (Hochst.) Briq.
- Genista scolopendria Spach
- Genista scolopendrina Willk.
- Genista scoparia (L.) Lam.
- Genista scoparia Chaix
- Genista scopolii Rouy
- Genista scorpia St.-Lag.
- Genista scorpionia St.-Lag.
- Genista sennenii Font Quer ex Sennen
- Genista sepiaria Lam.
- Genista sessiliflora Briq.
- Genista sigeriana Fuss
- Genista silana Brullo, Gangale & Spamp.
- Genista sophoroides Spach
- Genista spathulata Spach
- Genista sphaerocarpa (L.) Lam.
- Genista spicata Eckl. & Zeyh. ex Meisn.
- Genista spiniflora Lam.
- Genista stenocarpa Janka
- Genista stenophylla Schur
- Genista stipulacea (Eckl. & Zeyh.) Briq.
- Genista stylosa (Spreng.) G.Don
- Genista subsecunda Schur
- Genista subsericans (Bornm.) Rech.f.
- Genista supranubia (L.f.) Spach
- Genista syriaca (Boiss. & Blanche) Boiss. & Blanche
- Genista tamarrutii Caball.
- Genista tchihatchewi Boiss.
- Genista tenella Willk.
- Genista tenorei G.Don
- Genista tenorii Steud.
- Genista tenorii G. Don
- Genista tenuispina Samp.
- Genista thebaica Spach
- Genista thyrsiflora G.Nicholson
- Genista tomentella Boiss. & Noë
- Genista tomentosa Poir.
- Genista transsilvanica Schur
- Genista trigonelloides (Jaub. & Spach) Briq.
- Genista tripolitana Bornm.
- Genista triquetra (Lam.) L'Hér.
- Genista triquetra Willd.
- Genista triquetra Waldst. & Kit.
- Genista tyrrhena Vals.
- Genista undulata Link
- Genista uniflora (Decne.) Briq.
- Genista valdes-bermejoi Talavera & L.Sáez
- Genista valsecchiae Brullo & De Marco
- Genista velutina (Eckl. & Zeyh.) Briq.
- Genista versiflora Tausch
- Genista villosa Lam.
- Genista villosa Spach
- Genista vulgaris Garsault
- Genista vulgaris Gray
- Genista vuralii A.Duran & Dural
- Genista walpersiana Briq.
- Genista weldeniana Scheele
- Genista zeyheri Briq.

## Loài lai
- Genista ×altoportillensis Egido & Puente García
- Genista ×arizagae Elorza et al.
- Genista ×fritschii Rech.
- Genista ×martinii Verg. & Soulié
- Genista ×norpalentina J.M.Aparicio et al.
- Genista ×oweniana auct.
- Genista ×rivasgodayana J.Andrés & Llamas
- Genista ×segurae Uribe-Ech. & Urrutia
- Genista ×uribe-echebarriae Urrutia